# Premio al logro Whang Youn Dai

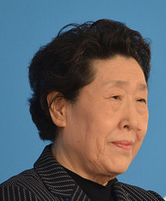
Whang Youn Dai

El Premio al logro Whang Youn Dai lleva el nombre del Dr. surcoreano Whang Youn Dai, que contrajo la poliomielitis a los tres años. Dedicó su vida al desarrollo del deporte paralímpico en Corea y en todo el mundo. En los Juegos Paralímpicos de Seúl 1988, celebrados en Seúl (Corea), el Comité Paralímpico Internacional (CPI) reconoció su contribución de toda la vida al Movimiento Paralímpico y estableció el Premio al logro Whang Youn Dai (antes llamado Premio a la Superación Whang Youn Dai). Desde entonces, este galardón se entrega en cada uno de los Juegos Paralímpicos a un atleta masculino y otro femenino que "mejor ejemplifican el espíritu de los Juegos e inspiran y emocionan al mundo".
Según el CPI, "el premio es para alguien que es justo, honesto e inflexible en sus valores y prioriza la promoción del Movimiento Paralímpico por encima del reconocimiento personal". Seis finalistas, tres mujeres y tres hombres, son seleccionados entre los participantes en los Juegos Paralímpicos. A continuación, se seleccionan dos ganadores que reciben el premio y una medalla de oro en la ceremonia de clausura de los Juegos. El corredor de velocidad sudafricano Oscar Pistorius fue nominado para el premio en 2012, pero no ganó. Debido a la decisión del IPC, a partir de los Juegos Paralímpicos de Tokio 2020 ya no se concederá como ceremonia oficial de los Juegos. En su lugar, será sustituido por el Premio I'mPOSSIBLE, creado por la Fundación Agitos y el Comité Paralímpico Internacional y apoyado por el Centro de Apoyo Paralímpico de la Fundación Nippon.

## Ganadores
| Año  | Anfitrión      | Temporada | Ganador                | Nacionalidad del ganador                                | Referencia |
| ---- | -------------- | --------- | ---------------------- | ------------------------------------------------------- | ---------- |
| 1988 | Seúl           | Verano    | Anne Trotman           | Inglaterra                                              | [ 3 ]      |
| 1988 | Seúl           | Verano    | Pier Morten            | Canadá                                                  | [ 3 ]      |
| 1992 | Barcelona      | Verano    | Jacile Wolfgang        | Estados Unidos                                          | [ 4 ]      |
| 1992 | Barcelona      | Verano    | Gabriel Angel          | Chile                                                   | [ 4 ]      |
| 1996 | Atlanta        | Verano    | Beatriz Mendoza Rivero | España                                                  | [ 5 ]      |
| 1996 | Atlanta        | Verano    | David Lega             | Suecia                                                  | [ 5 ]      |
| 1998 | Nagano         | Invierno  | Kim Mi-Jeong           | Corea del Sur                                           | [ 6 ]      |
| 1998 | Nagano         | Invierno  | Marcin Kos             | Polonia                                                 | [ 6 ]      |
| 2000 | Sídney         | Verano    | Martina Willing        | Alemania                                                | [ 7 ]      |
| 2000 | Sídney         | Verano    | Oumar B. Kone          | Costa de Marfil                                         | [ 7 ]      |
| 2002 | Salt Lake City | Invierno  | Lauren Woolstencroft   | Canadá                                                  | [ 8 ]      |
| 2002 | Salt Lake City | Invierno  | Axel Hecker            | Alemania                                                | [ 8 ]      |
| 2004 | Atenas         | Verano    | Zanele Situ            | Sudáfrica                                               | [ 9 ]      |
| 2004 | Atenas         | Verano    | Rainer Schmidt         | Alemania                                                | [ 9 ]      |
| 2006 | Turín          | Invierno  | Olena Iurkovska        | Ucrania                                                 | [ 10 ]     |
| 2006 | Turín          | Invierno  | Lonnie Hannah          | Estados Unidos                                          | [ 10 ]     |
| 2008 | Beijing        | Verano    | Natalie Du Toit        | Sudáfrica                                               | [ 11 ]     |
| 2008 | Beijing        | Verano    | Said Gómez             | Panamá                                                  | [ 11 ]     |
| 2010 | Vancouver      | Invierno  | Colette Bourgonje      | Canadá                                                  | [ 12 ]     |
| 2010 | Vancouver      | Invierno  | Endo Takayuki          | Japón                                                   | [ 12 ]     |
| 2012 | Londres        | Verano    | Mary Nakhumicha Zakayo | Kenia                                                   | [ 1 ]      |
| 2012 | Londres        | Verano    | Michael McKillop       | Irlanda                                                 | [ 1 ]      |
| 2014 | Sochi          | Invierno  | Bibian Mentel-Spee     | Países Bajos                                            | [ 13 ]     |
| 2014 | Sochi          | Invierno  | Toby Kane              | Australia                                               | [ 13 ]     |
| 2016 | Río de Janeiro | Verano    | Tatyana McFadden       | Estados Unidos                                          | [ 14 ]     |
| 2016 | Río de Janeiro | Verano    | Ibrahim Al Hussein     | Participantes Independientes en los Juegos Paralímpicos | [ 14 ]     |
| 2018 | Pieonchang     | Invierno  | Sini Pyy               | Finlandia                                               | [ 15 ]     |
| 2018 | Pieonchang     | Invierno  | Adam Hall              | Nueva Zelanda                                           | [ 15 ]     |